# Kumoi Tatsuo

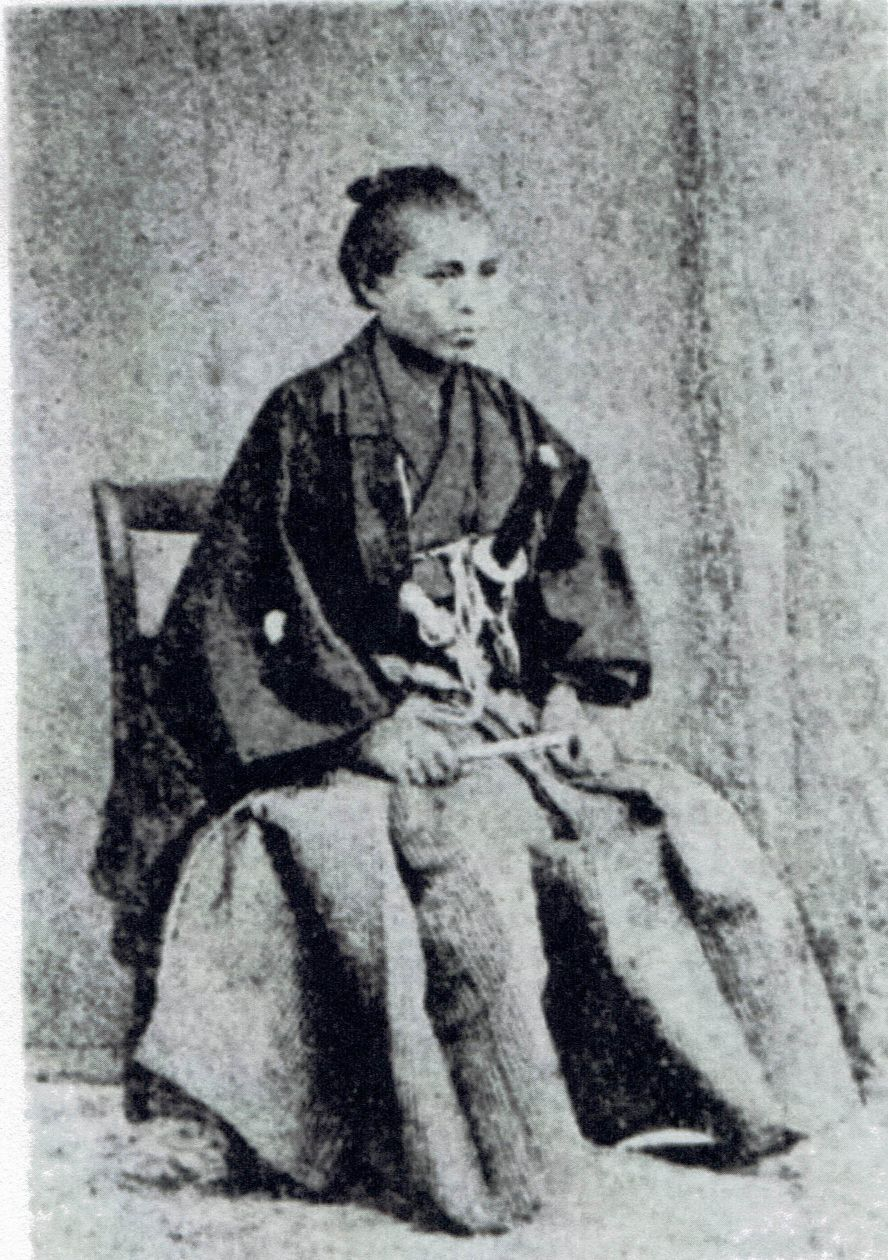
Kumoi Tatsuo (1871)

Kumoi Tatsuo (japanisch 雲井 龍雄, eigentlich Kojima Tatsusaburō (小島 龍三郎); geboren 12. Mai 1844 in der Provinz Dewa; gestorben 17. Februar 1871 in Tokio) war ein japanischer Patriot am Ende der Edo-Zeit. 

## Leben und Wirken
Kumoi Tatsuo wurde als zweiter Sohn der Familie Nakajima (中島家), Gefolgsleute des Yonezawa-Klans, geboren. In seiner Kindheit hieß er Inokichi (猪吉), und sein posthumer Name ist Shuzen (守善). Er studierte am Kōjōkan (興譲館), der Domänenschule. Im Alter von 18 Jahren wurde er von Kojima Saisuke (小島 才助), einem Samurai derselben Domäne mit einem Einkommen von etwa 17 Koku adoptiert. Im Jahr 1865, im Alter von 21 Jahren, wurde er zur Edo-Garde (江戸警衛, Edo Keiei) geschickt und trat in die Nachhilfeschule des konfuzianischen Gelehrten Yasui Sokken (安井 息軒; 1799–1876) ein, wo er eine Vielzahl von Patrioten traf.
Danach ging Kumoi auf Befehl des Klans verdeckt nach Kyōto und beschäftige sich mit der Situation dort. Nach der Meiji-Restauration 1869 diente er der neuen Regierung als hoher Beamter und hielt sich in Kyōto auf. Er war jedoch verärgert über die hochfliegenden Ambitionen der Satchō-Armee. Für ihn war die Ō-Reppan-Allianz (奥羽列藩同盟), also das Zusammengehen der nördlichen Provinzen, die richtige Vorgehensweise. Und so kehrte in seine Heimat zurück. Er konnte in der Kantō-Region die Anti-Satsu- und Chōshū-Genossen zusammenbringen und ist für sein im Juni 1868 verfassten kritischen Text „Tōsatsu-geki“ (討薩檄) – „Schlag die Satsuma“ berühmt.
Nach dem Boshin-Krieg 1869 wurde Kumoi Lehrkraft an der Domänenschule Kōjōkan, ging dann aber nach Tokio, um im „House of Assembly“ (集議院, Shūgi-in) der Regierung zu arbeiten. Er verließ jedoch bald die Einrichtung und setzte sich für die Begnadigung und Unterstützung der Samurai ein, die ihren Han verlassen hatten und zu Rōnin geworden waren. Er gründete das „Kijunbukyoku Tenkensho“ (帰順部曲点検所) für die Wiedereingliederung solcher Personen.
Am 28. Dezember 1870 wurde Kumoi wegen vermuteter Verschwörung zum Sturz der Regierung in Tokio festgenommen. Er wurde hingerichtet und sein abgeschlagener Kopf wurde zur Schau gestellt, eine posthume Erniedrigung, die „Kyūshu“ (梟首) genannt wird. Er wurde 27 Jahre alt. Sein Grab befindet sich im Tempel Jōan-ji (常安寺) in der Stadt Yonezawa.